# FIELD OF VIEW III 〜NOW HERE NO WHERE〜
『FIELD OF VIEW III 〜NOW HERE NO WHERE〜』（フィールド・オブ・ビュー・サード ナウ・ヒア・ノー・フェアー）はFIELD OF VIEWの3枚目のアルバム。

## 内容
- FIELD OF VIEWの3rdアルバム。シングル「渇いた叫び」「めぐる季節を越えて」「君を照らす太陽に」を含む全11曲。メンバーが作詞、作曲、アレンジに全面的に参加したセルフ・プロデュース的アルバム。メンバーも、このアルバムの発売を非常に喜んでいた。
- サブタイトルの「NOW HERE NO WHERE」は、小田がレコーディング中に偶然口にしたもの。「今ここにあってほかのどこにもない、自分たちの音楽が詰まっている」という意味。
- このCDにはオマケでメンバーの4ショット1枚と片面に各メンバーの顔写真、もう片面に簡単なプロフィールが記載された5枚1組のトレーディングカードが封入されていた。このトレカには何種類かのヴァージョンが存在する。

## 収録曲
1. 風よ
作詞:浅岡雄也 作曲:小橋琢人 編曲:FIELD OF VIEW ・ 池田大介
2. 終わらない恋〜ひとつになれる〜
作詞:浅岡雄也 作曲:新津健二 編曲:FIELD OF VIEW
3. 渇いた叫び
作詞・作曲:小松未歩 編曲:小澤正澄
4. 君を照らす太陽に
作詞: 浅岡雄也 作曲:小田孝 編曲:FIELD OF VIEW ・ 池田大介
5. everywhere
作詞:浅岡雄也 作曲:小橋琢人 編曲:FIELD OF VIEW・ 池田大介
6. 君がいないだけ
作詞・作曲:浅岡雄也 編曲:FIELD OF VIEW
7. ナチュラル
作詞･作曲:浅岡雄也 編曲:FIELD OF VIEW・池田大介
8. 想い出すよ 君の笑顔を
作詞：小田佳奈子 作曲:新津健二 編曲:FIELD OF VIEW ・ 池田大介
9. ながれる雲
作詞･作曲:小橋琢人 編曲:FIELD OF VIEW・ 池田大介
小橋が初めて作詞を手がけた作品。
10. I'm thinking a lot of you
作詞･作曲:浅岡雄也 編曲:FIELD OF VIEW・ 池田大介
11. めぐる季節を越えて
作詞･作曲:浅岡雄也 編曲:FIELD OF VIEW・ 池田大介